# Clavelina arafurensis
Clavelina arafurensis är en sjöpungsart som beskrevs av Takasi Tokioka 1952. Clavelina arafurensis ingår i släktet Clavelina och familjen klungsjöpungar. Inga underarter finns listade i Catalogue of Life.